# کوزران
کوزَران یکی از شهرهای استان کرمانشاه در غرب ایران است. این شهر مرکز بخش کوزران در شهرستان کرمانشاه است. شهر کوزران در مسیر چهار راه منتهی به منطقه گوران، سراب نیلوفر، ماهیدشت وهورامانات قرار دارد.  قره دانه: یکی از سراب هایی است که در حد فاصل جاده کوزران به جوانرود در ۴ کیلومتری کوزران قرار دارد کوزران دشتی وسیع به نام سنجابی است که در فصل های مختلف نمایی چشم نواز دارد.
در بررسی‌های باستان شناختی که در ۲۵ درصد از دشت کوزران انجام شده تاکنون ۸۴ محوطه و تپه باستانی مربوط به دوران‌هایی از نوسنگی (هزاره نهم، هشتم پ. م) تا پایان روزگار قاجاریان شناسایی شده‌است.
باتوجه به توسعه شهر کوزران وهمچنین مهاجرت از روستاهای اطراف جمعیت این شهر درحال افزایش می باشد. و در سال های آینده جمعیت آن به بالای ۱۰/۰۰۰ نفر افزایش می یابد

## مردم
مردم کوزران از ایل کُرد سنجابی هستند و به زبان کُردی سنجابی صحبت می‌کنند.

## دین
مردم این شهر به ادیان اسلام (شیعه ، سنی) و یارسان اعتقاد دارند. این شهر نماد همبستگی سنی و شیعه و یارسان است.

## جستارهای پیوسته
ایل سنجابی